# Бенедикт (Небраска)
Бенедикт (енгл. Benedict) град је у америчкој савезној држави Небраска.

## Демографија
По попису из 2010. године број становника је 234, што је 44 (-15,8%) становника мање него 2000. године.
| Група             | 2000.       | 2010.       |
| Белци             | 261 (93,9%) | 231 (98,7%) |
| Афроамериканци    | 11 (4,0%)   | 1 (0,4%)    |
| Азијати           | 0 (0,0%)    | 0 (0,0%)    |
| Хиспаноамериканци | 0 (0,0%)    | 1 (0,4%)    |
| Укупно            | 278         | 234         |